# Dante Bonfim Costa Santos
Dante Bonfim Costa Santos (1983. október 8. –) brazil labdarúgó, aki jelenleg a Nice védője.

## FC Bayern München
2012. április 26-án vált biztossá, hogy nyártól a Bayern München játékosa lesz. Részben Holger Badstuber sérülése miatt hamar kezdő játékosa lett a Bayern Münchennek. 2012. november 24-én, a Hannover 96 ellen szerezte első gólját a Bayern színeiben.

## Wolfsburg
2015. augusztus 30-án vált biztossá, hogy ősztől a Wolfsburgban folytatja pályafutását.